# Church of Euthanasia
De Church of Euthanasia (Kerk der Euthanasie) is een Amerikaanse non-profit-instelling uit de streek van Boston, in 1992 opgericht door Rev. Chris Korda. Deze religieuze groepering stelt zich naar eigen zeggen ten doel het evenwicht tussen de mens en de overige soorten op aarde te herstellen door bestrijding van de overbevolking, en is hierdoor qua dogmatiek vergelijkbaar met de Beweging ter Vrijwillig Uitsterven van de Mensheid. De Kerk geeft behalve homilies ook online muziek uit, alsmede culturele performances, en is herhaaldelijk met extremistische 'pro-life'-organisaties in aanvaring gekomen. De Kerk bedient zich van zwarte humor als wapen tegen religieus fanatisme.
Het geloof van de Church of Euthanasia is gecentreerd rond één centraal gebod: „Gij zult u niet voortplanten.” Daarnaast stoelt het op vier religieuze zuilen:
- zelfmoord
- abortus
- kannibalisme (strikt van overleden personen)
- sodomie (elke seksuele handeling die niet de voortplanting tot doel heeft)

De doctrine van de Church of Euthanasie verbiedt strikt moord en sterilisatie, vermits het de plicht van elke ware gelovige is, de vrije wil te respecteren. Men groeit namelijk in het ware geloof door vrijwillige zelfdoding, vruchtafdrijving, het eten van lijken en elke mogelijke seksuele activiteit als doel op zich.
Bekende geloofsbelijdenissen zijn onder andere: „Red de planeet, maak u van kant”, „Met zes miljard mensen móet het wel kloppen” en „Eet een homoseksuele foetus ter ere van Jezus”.
Na de aanslagen op 11 september 2001 bracht Korda een videoclip van haar nummer I Like to Watch uit, waarin pornografie gecombineerd werd met beelden van het instortende World Trade Center. Dit drukte haar „walging en frustratie voor de grondige lelijkheid van de moderne industriële wereld” uit.
Voorheen bevatte de website van de Kerk instructies voor zelfmoord door middel van verstikking met behulp van helium, maar deze werden in 2003 noodgedwongen verwijderd nadat de Kerk met juridische acties werd bedreigd na de zelfmoord van een 52-jarige vrouw.